# Gravitacija
Gravitacija ili gravitacijsko međudjelovanje je jedna je od četiriju osnovnih sila (fundamentalne interakcije). Gravitacija (prema lat. gravitas: težina) je sila uzajamnog privlačenja između masa. Po I. Newtonu, gravitacija je osnovno svojstvo mase. Po Albertu Einsteinu, gravitacija je posljedica zakrivljenosti prostora.
Sila teža za Zemlji se u većem dijelu sastoji od Zemljine gravitacije, no uključuje i centrifugalne efekte zbog njene rotacije.
Newtonov zakon gravitacije ili opći zakon gravitacije iskazuje da se svaka dva tijela privlače uzajamno silom koja je razmjerna umnošku njihovih masa, a obrnuto proporcionalna kvadratu njihove međusobne udaljenosti:
{\displaystyle F=G\cdot {\frac {m_{1}\cdot m_{2}}{r^{2}}}\ }
gdje je:
- F – uzajamna sila privlačenja između dva tijela (kg), i vrijedi F = F1 = F2,
- G – univerzalna gravitacijska konstanta koja otprilike iznosi 6,67428 × 10−11 N m2 kg−2,
- m1 – masa prvog tijela (kg),
- m2 – masa drugog tijela (kg), i
- r – međusobna udaljenost između središta dva tijela (m).

## Povijest
Iako je u svakidašnjem životu sila teža stalno prisutna, a već je i Ptolemej (oko 150.) naslućivao da postoji neka sila koja je uzrok održavanju planeta na njihovim stazama (planetarnim putanjama), trebalo je ipak više od 15 stoljeća da se te dvije pojave međusobno povežu i izgradi pojam gravitacije. Prvi korak u rješavanju problema padanja tijela učinio je u 17. stoljeću Galileo Galilei. Matematičkom analizom pokusa napravljenih u Pisi, Galilei je utvrdio da je ubrzanje zemljine sile teže bilo kojega padajućeg tijela na površini Zemlje konstantno i da je jednako za sva tijela.

### Newtonov zakon gravitacije
Isaac Newton je povezao Galilejeve zakone gibanja s Keplerovim zakonima o kretanju planeta i, uvevši mehaničku silu u astronomiju, izveo opći zakon privlačenja masa (1681.) ili poznatiji kao Newtonov zakon gravitacije. Prema tom zakonu svaka čestica materije privlači svaku drugu česticu materije silom (F) koja je razmjerna umnošku njihovih masa, a obrnuto razmjerna kvadratu njihovih udaljenosti i usmjerena prema njihovoj spojnici. To je bio temelj Newtonove ili klasične teorije gravitacije, koju su dalje matematički razradili Siméon Denis Poisson, Pierre-Simon Laplace, Joseph-Louis Lagrange i Jean le Rond d'Alembert.
U nebeskoj mehanici dovoljno je pretpostaviti da su nebeska tijela materijalne točke, koje prema veličini svojih masa uzajamno djeluju jedna na drugu. Međutim, može se dokazati, a to je već i Newton učinio, da svaka kuglasta homogena masa, ili masa sastavljena od homogenih koncentričnih slojeva, djeluje na bilo koje drugo tijelo istom silom kojom bi djelovala da je sva njezina masa koncentrirana u središtu kugle. Tako se dobiva da je sila kojom Zemlja privlači neko tijelo mase m jednaka F = m ∙ g, gdje je m masa tog tijela, a g ubrzanje sile teže:
{\displaystyle g=G\cdot {\frac {M\cdot m}{r_{0}^{2}}}\ }
gdje je:
- G – univerzalna gravitacijska konstanta koja otprilike iznosi 6,67428 × 10−11 N m2 kg−2,
- M – masa Zemlje (kg),
- m – masa tijela na Zemlji (kg), i
- r0 – polumjer Zemlje (m).

### Gaussov zakon gravitacije
Gaussov je zakon u biti isti Newtonovoh zakonu univerzalne gravitacije. Premda je fizički istovrijedan Newtonovom, brojne su situacije gdje Gaussov zakon gravitacije nudi pogodniji i jednostavniji način izračunavanja nego Newtonov.

### Ubrzanje zemljine sile teže
U ovom obliku prepoznaje se Galilejev zakon, a Newtonova je zasluga što je dokazao da taj isti zakon vrijedi i za gibanje Mjeseca oko Zemlje te za gibanje planeta oko Sunca. Zbog rotacije, Zemlja je poprimila oblik geoida, tj. nije savršena kugla, nego je spljoštena na polovima i izdužena na ekvatoru. Zbog rotacije i takva oblika Zemlje težina nekog tijela na polovima je oko 0,5 % veća od njegove težine na ekvatoru. Raspored masa na površini Zemlje (oceana, planina), sastav Zemljine kore, visina od morske površine, itd., zajedno s rotacijom i sploštenošću Zemlje, uzrokuju da se ubrzanje sile teže mijenja od jedne do druge točke na Zemlji. Prihvaćena vrijednost za g0, ubrzanje sile teže na morskoj površini, iznosi 9,80665 m s–2. 

### Gravitacijska konstanta
Dok je mjerenje ubrzanja sile teže razmjerno lako izvedivo, to nije slučaj s gravitacijskom konstantom. Ipak, do danas su razrađene mnoge metode kojima se G može više ili manje točno odrediti. Pierre Bouguer prvi je pokušao (1740.) pokusom odrediti veličinu G, ali je njegov rezultat bio prilično netočan. Najpreciznije rezultate daje metoda koju je prvi upotrijebio Henry Cavendish (1798.) u poznatom pokusu s torzijskom vagom, koju je izradio John Michell. Danas je prihvaćena vrijednost za gravitacijsku konstantu G:
{\displaystyle G=6,67259\times 10^{-11}\ {\rm {N}}\,{\rm {(m/kg)^{2}}}}

### Nebeska mehanika
Newtonova ili, kako se danas naziva, klasična teorija gravitacije dominirala je znanošću sve do početka 20. stoljeća i dala niz izvanrednih rezultata, osobito u nebeskoj mehanici. Tako su na primjer Neptun i Pluton, dva najudaljenija planeta našega sustava, pronađena na osnovi teoretskih proračuna. U Newtonovoj teoriji gravitacije kao osnovni postulati postoje apsolutni prostor i apsolutno vrijeme. Međutim, razradivši (1905.) svoju teoriju relativnosti, Albert Einstein prvi je uvidio da je pojam apsolutnoga vremena, koji je na prvi pogled potpuno logičan, zapravo neodrživ. Da bi se usporedilo vrijeme između dvaju promatrača u različitim sustavima referencije, potrebno je poslužiti se nekim signalom. Jedini je fizikalno mogući način upotreba svjetlosnoga signala. No kako je brzina svjetlosti konstantna i neovisna o sustavu promatranja, Einstein je pokazao da vrijeme mora zavisiti o sustavu. Vrijeme je, a prema tome i pojam istodobnosti dvaju događaja, relativno. Tretirajući vrijeme kao varijablu ekvivalentnu prostornim varijablama, Einstein je, slijedeći put što ga je pokazao Hermann Minkowski, izgradio pojam četverodimenzionalnoga prostora – prostorno vremenskoga kontinuuma. Geometriju takva prostora određuje materija, a gravitacija je samo posljedica geometrije fizikalnoga prostora. Drugim riječima, gravitacija je samo posljedica činjenice da kontinuum prostorvrijeme nije ravan, nego zakrivljen. Čestica materije ubačena u svemir ne bi se gibala po pravcu, kako to traže Newtonove jednadžbe, nego po tzv. geodetskoj liniji, koja fizički predstavlja (vremenski) najkraću stazu između bilo kojih dviju točaka u svemiru. Zrake svjetlosti također se ne šire pravocrtno, nego se i one savijaju u gravitacijskom polju (gravitacijske leće).

### Einsteinova teorija gravitacije
Einsteinova teorija gravitacije prelazi u prvom približenju (aproksimaciji) u klasičnu teoriju, a kako su posljedice teorije relativnosti vrlo malene, to je pokusom teško dokazati njezinu ispravnost. Dosadašnji eksperimentalno dobiveni podatci, kao npr. oni o odstupanju stvarne putanje Merkura oko Sunca od putanje koju daje klasična teorija, ili pak oni o savijanju zraka svjetlosti u gravitacijskom polju Sunca (pomak prema crvenomu dijelu spektra), u skladu su s Einsteinovom teorijom gravitacije. Iako je ta teorija gravitacije skladna, ona je ipak složena, pa je bilo više pokušaja da se nađu jednostavniji principi na kojima bi se mogla izgraditi teorija gravitacije. Najviše uspjeha postigli su George David Birkhoff i Edward Arthur Milne. U novije doba također se mnogo radi na tzv. unificiranoj teoriji polja, kojoj je i Einstein posvetio dugi niz godina istraživanja. Ta teorija trebala bi istim jednadžbama obuhvatiti i gravitacijsko i elektromagnetsko polje. Dosadašnji pokušaji još nisu dali potpuno zadovoljavajuće rezultate.

### Četiri osnovne sile
Od četiriju poznatih osnovnih sila u prirodi, gravitacija je najslabija, pa je u području atoma i molekula potpuno zanemariva prema elektromagnetskim i nuklearnim silama. U svemirskim prostranstvima, gdje međusobno djeluju velike nakupine masa, međuzvjezdani plinovi, zvijezde, galaktike, gravitacija igra važnu ulogu. Astronomska otkrića pulsara i kvazara i teorije o razvoju zvijezda stavljaju teoriju gravitacije pred nove probleme, kao što su pitanje stalnosti gravitacijske konstante tijekom vremena, mehanizam gravitacijskoga kolapsa koji uzrokuje energetsku degeneraciju zvijezda. Kod gravitacijskoga kolapsa, sile zvjezdane gravitacije posve nadjačaju sile pritiska zračenja i zvijezda se sve više sažimlje. Nakon porasta gravitacije iznad neke veličine, zvijezda postane za promatrača nevidljivom (crna rupa), jer kvanti zračenja više ne mogu napustiti zvijezdu. Za objašnjenje tih pojava može se pokazati nužnim da se u gravitacijskoj teoriji provede kvantizacija (kvantna mehanika). Energija gravitacijskoga polja bila bi kvantizirana i širila bi se kroz polje u gravitacijskim valovima. Kvant gravitacijskoga polja zove se graviton.
Moderni pokusi usmjereni su na precizno određivanje izobličenja prostorno-vremenskoga kontinuuma koji Zemlja svojom gravitacijom uzrokuje i prema preciziranju, odnosno mogućem proširenju Einsteinove teorije gravitacije. U tu svrhu konstruiraju se sateliti (npr. gravitacijska sonda B) koji vrlo osjetljivim žiroskopima, kojih je vlastito odstupanje manje od 10–11 stupnja na sat, mjere deformacije gravitacijskoga polja. Također se izvode pokusi međudjevovanja elektromagnetskog i gravitacijskog polja, zasjenjivanja gravitacije štitovima, pokušaji bilježenja gravitacijskoga zračenja itd. Svi ti pokusi daju početne rezultate, zasad nedovoljne za ozbiljniju teorijsku obradbu, ali oni pokazuju da će postojeće teorije trebati dopunjavati. Uostalom, sam Albert Einstein, govoreći o svojoj jednadžbi u kojoj je u općoj teoriji relativnosti obuhvaćena gravitacija, rekao je da je lijeva strana jednadžbe čvrsta kao stijena, ali da je desna pijesak od kojega nešto tek treba oblikovati.

## Brzina gravitacije
Utjecaj je gravitacije u Newtonovoj teoriji gravitacije trenutačan. Međutim u posebnoj teoriji relativnosti pojam istovremenosti gubi smisao, a i nemoguće je slati informacije brže od svjetlosti jer bi to dovelo do paradoksa, pa se prema općoj teoriji relativnosti utjecaj prostorom širi brzinom svjetlosti. Eksperimentalno je potvrđeno da je brzina gravitacije jednaka brzini svjetlosti unutar eksperimentalne pogreške od 1 %.

## Gravitacijsko polje
Gravitacijsko polje je potencijalno vektorsko polje koje se za svaku točku definira kao sila gravitacije na točkasto tijelo u toj točki podijeljena masom tog tijela. Gravitacijsko polje oko mase m1 je dano s:
{\displaystyle \mathbf {g} (\mathbf {r} )={\frac {\mathbf {F} _{g}}{m_{2}}}=G\cdot {\frac {m_{1}}{r^{3}}}\cdot \mathbf {r} }
Ova veličina govori kojom silom po jedinici gravitacijsko polje privlači tijelo u nekoj točki prostora određenoj radijvektorom r. Mjerna jedinica je njutn po kilogramu (N/kg), a lako se može pokazati da je njutn po kilogramu isto što i metar u sekundi na kvadrat (m/s2), što je mjerna jedinica ubrzanja. Gravitacijska akceleracija Zemlje iznosi prosječno 9,80665 m/s2 na površini Zemǉe. Stoga je jakost gravitacijskog polja u nekoj točki prostora jednaka gravitacijskom ubrzanju u toj točki. To je zbog činjenice da su teška i troma masa linearno razmjerne. Ta činjenica se naziva principom ekvivalencije.

## Zanimljivosti
- Gravitacijsko polje svake čestice širi se u beskonačnost, ali njegova jakost slabi s kvadratom udaljenosti.
- Za dobivanje jakosti g svejedno je kojom će se masom m2 vršiti dijeljenje jer će ukupna sila uvijek biti proporcionalno veća ili manja.
- Koristeći zakon o gravitaciji dobivena je masa Zemlje od 5,98·1024 kg
- Definicija jakosti gravitacijskog polja se matematički može dobiti i na drugi način, uvrštavanjem jedinične mase u drugi Newtonov zakon.
- Ako neko tijelo promijeni položaj u prostoru, jakost njegovog gravitacijskog polja u proizvoljnoj točki prostora će se promijeniti u skladu s tim pomakom tek nakon onoliko vremena koliko je potrebno da svjetlost dođe od tijela do te točke.

## Poveznice
- Gravitacijski metar
- Gravitacijski potencijal
- Gravitacijski crveni pomak